# أسماء شهاب الدين
أسماء شهاب الدين هي كاتبة وقاصة وروائيّة وأخصائية طب نفسي من مصر حيث حصلت على بكالوريوس في تخصّص الطب والجراحة عام 2001، ثمّ ماجستير الطب النفسي وطب المخ والأعصاب عام 2011.

## المسيرة المهنيّة
بدأت أسماء شهاب الدين مسارها في مجال الكتابة والتأليف مبكرًا نوعًا ما حينما أصدرت أول مجموعة قصصية لها بعنوان «ابن النجوم» عن الهيئة العامة للكتاب 2001 وهي المجموعة التي عرّفت بالكاتبة محليًا على الأقل. أصدرت بعدها أسماء مجموعة قصصية ثانية بعنوان «ربما كالآخرين» عن هيئة قصور الثقافة عام 2003 وهي مجموعة قصصيّة حقّقت بعض النجاح وساعدت في تعريفِ الكاتبة أكثر. مجموعتها القصصية الثالثة جاءت بعد الثانية بعد عامٍ واحدٍ فقط تحت عنوان «مصارع العشاق الثلاثة» عن دار نشر سعاد الصباح. غابت شهاب الدين عن الإصدارات الأدبيّة حتى عام 2008 حينما عادت بمجموعة قصصيّة جديدة هي «المنطقة العمياء» عن دار نشر الدار، ومجموعة «المرأة الأولى»، ثمّ رواية «الليل وأخفى» عن دار أرابيسك للترجمة والنشر. صدر للكاتبة والطبيبة المصريّة عام 2010 كتاب تحتَ عنوان «ما بعد دوللي» وهو كتابٌ مترجمٌ من الإنجليزية لكاتبيه إيان ويلموت روجر هايفيلد يحكي عن إيجابيات وسلبيات الاستنساخ وذلك عن المركز القومي للترجمة.

## قائمة أعمالها
هذه قائمةٌ بأبرز أعمال الكاتبة والطبيبة المصريّة أسماء شهاب الدين:
- ربما كالآخرين: قصص، عن الهيئة العامة لقصور الثقافة المصرية، 2003.
- ابن النجوم: قصص، عن الهيئة المصرية العامة للكتاب، 2003.
- المنطقة العمياء، قصص، عن دار نشر الدار، القاهرة، 2008.
- المرأة الأولى: قصص، عن دار أرابيسك للنشر والتوزيع، القاهرة، 2009.
- بعد دوللي: إيجابيات وسلبيات الاستنساخ البشري لإيان ويلموت وروجر هايفيلد: ترجمة عن الإنجليزية عن المركز القومي للترجمة بالقاهرة 2010.

## الجوائز
حازت أسماء شهاب الدين على عددٍ من الجوائز لعلّ أهمها حينما حلَّت في المركز الأول في القصة القصيرة في مسابقات سعاد الصباح للإبداع الأدبي بدولة الكويت في دورة 2003–04، كما نالت المركز الأول في القصة القصيرة في مسابقة دبي الثقافية في دولة الإمارات العربية المتحدة في العام الموالي، فضلًا عن جائزة تقديريّة كانت قد نالتها حينما جاءت في المركز الثالث في الرواية في عام 2003 في المسابقة المركزية للهيئة العامة لقصور الثقافة بالعاصمة المصريّة القاهرة، وكذا حلولها في الرتبة الأولى في فئة الرواية في المسابقة الإقليمية (أحمد فتحي عامر، مستشار دار الفكر العربي) برعاية دار أخبار اليوم في دورتها الأولى عام 2003 أيضًا، وأخيرًا وليس آخرًا جائزة مسابقة عبد الرحمن الشرقاوي في فئة القصّة القصيرة عن الهيئة العامة لقصور الثقافة عام 2004.